# Universidad de Kuwait

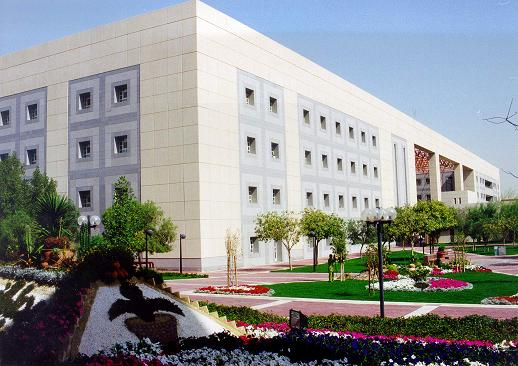
Campus Khaldiya de la Universidad de Kuwait (2005)

La Universidad de Kuwait (en árabe: جامعة الكويت) se estableció en octubre de 1966, cinco años después de la independencia de Kuwait de la colonización británica. La institución comenzó con sólo dos facultades, a saber, la Facultad de Ciencias, Artes y Educación, y una universidad de mujeres. La universidad tenía 418 alumnos matriculados y 31 profesores. Para 2005, la universidad creció a más de 19.000 estudiantes con más de 1000 profesores. La Universidad se distribuye en cuatro campus: Khaldiya, Adailiah, Keyfan y Shuwaikh. Esta última es de las  más grandes y alberga numerosas facultades.